# Nazivajevszk
Nazivajevszk (oroszul: Называевск) város Oroszország ázsiai részén, az Omszki területen, a Nazivajevszki járás székhelye. 
Népessége: 11 615 fő (a 2010. évi népszámláláskor).
Omszk területi székhelytől kb. 150 km-re északnyugatra, az Isim és az Irtis közét kitöltő Isimi-síkságon helyezkedik el. Vasútállomás a Tyumeny–Omszk vasútvonalon.
1910-ben a vasútállomás építőinek településeként jött létre. Nazivajevszkaja állomáson át 1913-ban indult meg a vasúti forgalom. A település neve Szibirszkij poszad lett, majd 1917 után Szibirszkoje, 1933-ban Nazivajevka, 1947-ben Novonazivajevka. 1924 óta járási székhely, 1956-ban Nazivajevszk néven városi rangot kapott.